# Protokol pro řízení propojovacích bran

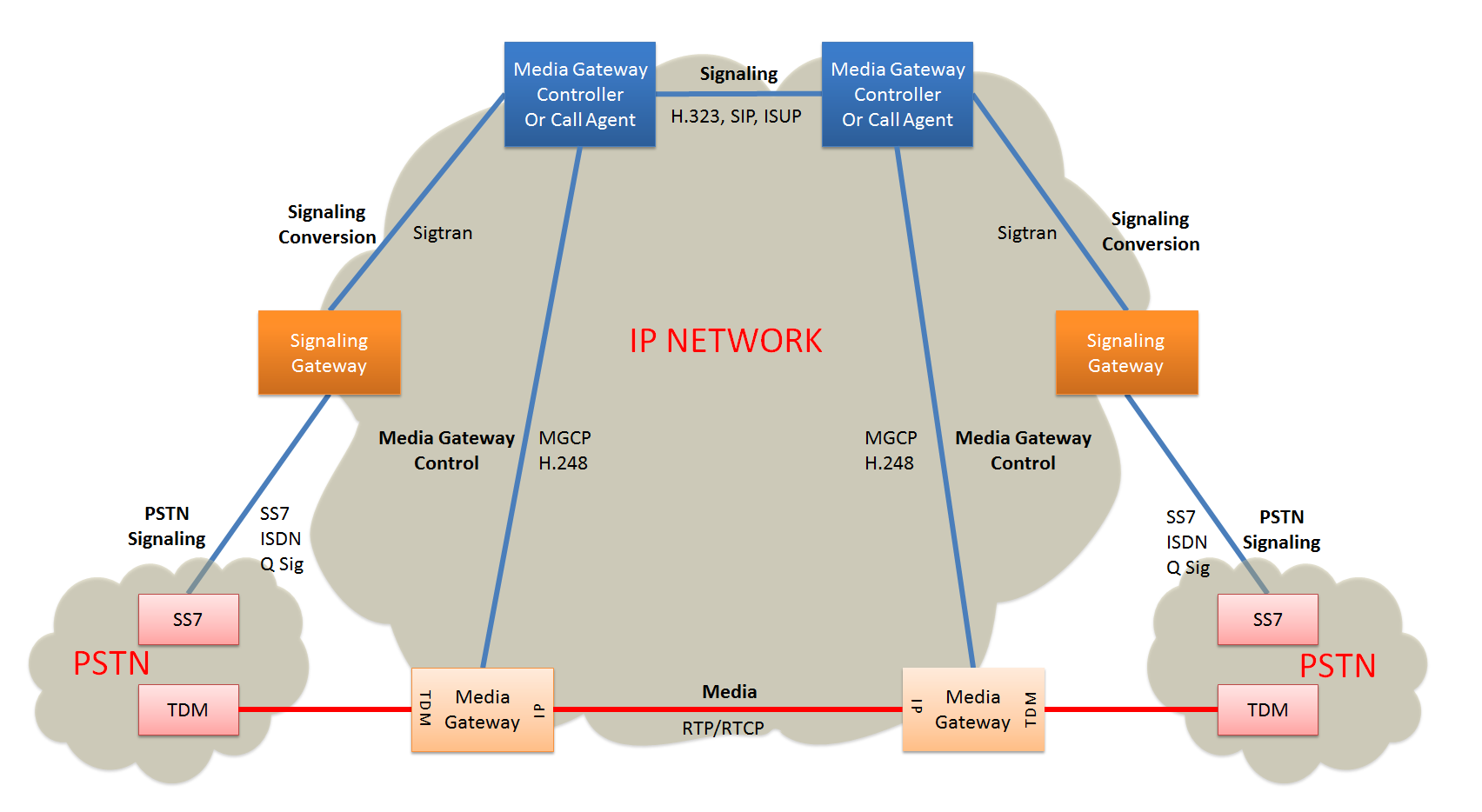
Vztah síťových komponent v architektuře protokolu pro řízení propojovacích bran

Protokol pro řízení propojovacích bran poskytuje telekomunikační služby pro přenos telefonních hovorů mezi sítěmi používajícími protokol IP a tradičními analogovými telefonními sítěmi (PSTN) pomocí propojovacích (multimediálních) bran rozdělených na dvě složky. Architektura původně definovaná v RFC 2805 bylo použita v několika význačných implementacích protokolu Voice over Internet Protocol (VoIP) jako například Media Gateway Control Protocol (MGCP) a Megaco (H.248), které jsou následníky staršího Simple Gateway Control Protocol (SGCP).
Architektura rozděluje funkce potřebné pro integraci tradičních telekomunikačních sítí a moderních paketových sítí mezi několik fyzických a logických komponent, především propojovací bránu, řadič propojovací brány a signalizační bránu. Interakce mezi propojovací branou a jejím řadičem definuje Media Gateway Control Protocol.
Vývoj protokolů propojovacích bran, které jsou označovány za protokoly pro ovládání zařízení, vycházel ze zkušeností se sítí Internet a s protokolem IP. Propojovací brána má jak IP rozhraní tak standardní telefonní rozhraní, a zajišťuje konverzi signálů a datových proudů (např. audia a videa) v obou směrech. Starší telefonní rozhraní může být složité, jako například rozhraní ústředny veřejné telefonní sítě nebo může jít o jednoduché rozhraní tradičního telefonu. V závislosti na velikosti a účelu brány může umožňovat, aby spojení z IP sítě byla propojena do PSTN nebo naopak, nebo může jednoduše umožňovat připojení telefonu k telekomunikačnímu systém pomocí IP sítě.
Brány původně byly monolitickými zařízeními, která zajišťovala propojování hovorů pomocí protokolů jako H.323 a Session Initiation Protocol a hardwaru pro řízení PSTN rozhraní. V roce 1998 bylo navrženo rozdělit brány na dvě logické složky: část, která obsahuje logiku řízení volání nazývanou řadič propojovací brány (MGC) nebo call agent (CA) a část zajišťující propojení s PSTN nazývanou propojovací brána (MG). Tímto rozdělením funkcí vzniklo nové rozhraní mezi MGC a MG vyžadující nějaký rámec pro komunikaci mezi prvky, který dal vzniknout architektuře protokolu pro řízení propojovacích bran.
Na jedné straně tedy existují signalizační protokoly SIP a H.323, na druhé straně protokoly pro řízení propojovacích bran (pro řízení zařízení). Architektonický rozdíl mezi SIP a H.323, a protokoly pro řízení propojovacích bran je, Zatímco vztahy mezi entitami v SIP a H.323 jsou peer-to-peer, protokoly pro řízení propojovacích bran používají model master/slave. SIP a H.323 zpracovávají navazování spojení, správu spojení a ukončování spojení, hovorů nebo relací mezi stejnými rozhraními, zatímco protokoly pro řízení propojovacích bran definují mechanismy vytváření spojení (mediálních okruhů a proudů) mezi IP a jinými sítěmi.

## Implementace
Existuje několik používaných implementací protokolu řízení propojovacích bran. K nejznámějším patří:
- Media Gateway Control Protocol (MGCP) poprvé popsaný v RFC 2705, definovaný v RFC 3435.[3]
- Megaco nebo H.248 nebo Megaco/H.248, poprvé popsaný v RFC 3525, byl upravován a rozšiřován v různých specifikacích, což způsobilo jeho zastaralost popsanou v RFC 5125.[4][5]

Přestože MGCP a H.248/Megaco mají podobnou architekturu, jsou to značně odlišné protokoly, které nejsou vzájemně interoperabilní. H.248/Megaco a MGCP protokoly doplňují H.323 a SIP, které lze považovat za protokoly inteligentních koncových bodů. zatímco H.248/Megaco a MGCP lze považovat za protokoly pro ovládání zařízení.
Dalšími protokoly pro řízení propojovacích bran jsou předchůdci MGCP, jmenovitě Simple Gateway Control Protocol (SGCP) a Internet Protocol Device Control (IPDC). Podobnou architekturu používá proprietární protokol Cisco Skinny Client Control Protocol (SCCP).

## Síťové prvky

### Propojovací brána
Propojovací brána je zařízení, které konvertuje mediální proudy ve formě digitálních dat nebo analogových signálů pro telekomunikační služby jako jsou telefonní hovory, videohovory, přenos faxů nebo (video)konfereční aplikace mezi dvěma obvykle různými rozhraními, která používají různé technologie. Jednou z technologií je obvykle síť s přepojováním paketů, rámců nebo buňková síť. Pro umožnění Voice over Internet Protocol komunikace může například konvertovat hlasový telefonní hovor z tradičního analogového telefonu na digitální formát pro přenos sítí používající protokol IP.

### Řadič propojovací brány
Řadič propojovací brány (Media Gateway Controller, MGC), nazývaný také call agent, řídí propojovací brány. Monitoruje události na branách, jako je zvednutí mikrotetelefonu, když se uživatel chystá zahájit telefonní hovor, a vydává bráně požadavky pro zahájení nebo ukončení spojení, pro upozornění volaného účastníka nebo ukončení hovoru či spojení. Při vývoji protokolů používaných pro tuto interakci mezi bránou a jejím řadičem vzniklo množství protokolů a verzí. Simple Gateway Control Protocol (SGCP) a Internet Protocol Device Control (IPDC) byly nahrazeny protokoly Media Gateway Control Protocol (MGCP) a Megaco, známým jako H.248.
Některé MGC lze propojit s jinými signalizačními protokoly, např. s Signalizačním systémem č. 7 (SS7) pro propojení s tradičním telefonním systémem, s H.323 a Session Initiation Protocol (SIP).

## Protokoly
Protokoly pro řízení zařízení měly několik verzí. MGCP byl vytvořen skupinou nyní nazývanou International SoftSwitch Consortium. Tato skupina začínala s telefonním operátorem a poskytovatelem internetu Level 3 Communication (po přavzetí firmy Xcom) a Telcordia (BellCore).
V červenci 1998 firmy Telcordia (Bellcore) a Cisco Systems vydaly protokol nazvaný Simple Gateway Control Protocol (SGCP) pro řízení telefonních bran z externích prvků pro řízení volání.
V půli roku 1998 vytvořil operaátor Level 3 s asi deseti čelními výrobci komunikačních zařízení sdružení Technical Advisory Council (TAC), které v srpnu 1998 navrhlo protokol nazvaný Internet Protocol Device Control (IPDC). Pro komunikaci mezi propojovací bránou a řadičem propojovací brány byl navržen protokol IPDC. Propojovací brána byly schopné působit jako brány Voice iver IP, Voice over ATM, mediální brány pro komutovaná modemová připojení, systémy s přepojováním okruhů a křížové propojovače. V říjnu 1998 byl Simple Gateway Control Protocol (SGCP) zkombinován s Internet Protocol Device Control (IPDC), čímž vznikl protokol MGCP.
MGCP byl v říjnu 1998 podán do pracovní skupiny MeGaCo v Internet Engineering Task Force. V listopadu 1998 firma Lucent Technologies podala pracovní verzi třetího protokolu pro řízení zařízení nazývaného Media Device Control Protokol (MDCP) používaného propojovacími branami a jejich řadiči. Organizace IETF sloučila MGCP a MDCP a v dubnu 1999 navrhla nový a vylepšený protokol pojmenovaný MeGaCo protokol (známý také jako H.248).
První „oficiální“ verze protokolu MGCP je definována v informačním RFC 2705. Další verze vyšla jako RFC 3435. Také MGCP není aktuálně internetový standard, ale informační dokument, přestože obsahuje specifikaci protokolu. Dokonce v době kdy MGCP byl stále internetovým draftem, mnoho společnosti vyvinulo vlastní protokol na základě MGCP místo čekání na standardizovaný protokol. Proto bylo v říjnu 1999 rozhodnuto vydat MGCP jako informační RFC. Vývoj MGCP v rámci IETF byl zastaven, i když některé společnosti pokračovali v implementaci MGCP hnané úsilím vytvořit technologii PacketCable Network-based Call Signaling.
Další standardizace protokolu MGCP probíhala v IETF v pracovní skupině MEGACO a v ITU-T/SG16 pod kódovým jménem H.GCP. RFC 3015 standardní sleduje MEGACO protokol (také H.248).
Motivací Megaco byla potřeba splnit různé požadavky, které nebyly adekvátně vyřešeny v MGCP.[zdroj?] Megaco navazuje na MGCP. MGCP je kombinací MGCP a MDCP, a bylo v listopadu 2000 publikováno jako standard v RFC 3015. Megaco a MGCP jsou různé standardy, které nejsou interoperabilní.
H.248 (H.248.1 Gateway Control Protocol verze 3) publikovala ITU-T jako protokolový standard. ITU-T publikoval tři verze H.248.1. IETF jej publikovaly jako Gateway Control Protocol Version 1 v informačním RFC 3525.
H.248 i MGCP jsou protokoly pro řízení propojovací brány pomocí řadiče propojovací brány nebo Call agenta. V systému VoIP se H.248 a MGCP používají se SIP nebo H.323. SIP nebo H.323 poskytuje vzájemnou komunikaci mezi řadiči brány; MGCP se používá pro řízení vytváření spojení v propojovacích branách.

## Standardy
- rfc:2805 Media Gateway Control Protocol Architecture and Requirements, duben 2000 (informační)
- rfc:2705 Media Gateway Control Protocol (MGCP) Version 1.0, říjen 1999 (informační)
- rfc:3435 Media Gateway Control Protocol (MGCP) Version 1.0, (nahrazuje starší verzi RFC 2705) (informační)
- rfc:3015 Megaco Protokol Version 1.0, listopad 2000, (připravovaný standard)
- rfc:3525 Gateway Control Protocol Version 1, červen 2003 (nahrazuje starší verzi RFC 3015) (standard)